# Irpicochaete
Irpicochaete is een monotypisch geslacht van schimmels uit de orde Polyporales. Het bevat alleen de soort Irpicochaete nodulosa.